# Орлој - прашки астрономски сат
Прашки астрономски сат или прашки Орлој (чеш. Pražský orloj) је средњовековни астрономски часовник постављен на Старој градској кући у Прагу, главном граду Чешке.
Сат је први пут инсталиран 1410. године, што га чини трећим најстаријим астрономским сатом на свету и најстаријим сатом који још увек ради.

## Опис
Орлој је постављен на јужном зиду Старе градске куће на Старом градском тргу (Старомјестске намјести). Механизам сата има три главне компоненте - астрономски бројчаник, који представља положај Сунца и Месеца на небу и приказује разне астрономске детаље; статуе разних католичких светаца које стоје са обе стране сата; „шетња апостола“, представа сваког сата покретних апостолских фигура и других скулптура, нарочито фигура костура који представља смрт, која погађа време; и календарски бројчаник са медаљонима који представљају месеце. Према локалној легенди, град ће патити ако се сат занемари и ако његов добар рад буде угрожен; дух, постављен на сат, требало је да потврдно климне главом. Према легенди, једину наду представљао је дечак рођен у новогодишњој ноћи.

## Историја
Најстарији део Орлоја, механички сат и астрономски бројчаник, датира из 1410. године, када су га направили часовничар Микулаш из Кадана и професор математике и астрономије на Карловом универзитету Јан Шиндел. Прво забележено помињање сата било је 9. октобра 1410. Касније, вероватно око 1490. године, додат је календарски бројчаник и фасада сата је украшена готичким скулптурама.
Раније се веровало да је Орлој 1490. године изградио часовничар Јан Руже (зван и Хануш); ово је сада познато као историјска грешка. Легенда, коју је испричао Алојз Јирасек, каже да је часовничар Хануш био ослепљен по налогу прашких одборника тако да није могао да понови своје дело; заузврат је онеспособио сат и нико није успео да га поправи наредних сто година.
Године 1552. поправио га је Јан Таборски (око 1500–1572), мајстор сатова Клокотске Хоре, који је такође написао извештај о сату где је Хануша споменуо као творца овог сата. Ова грешка, коју је исправио Зденек Хорски, настала је због нетачне интерпретације записа из тог периода. Погрешна претпоставка да је Хануш био творац вероватно је повезана са његовом реконструкцијом Старе градске куће у годинама 1470–1473. Сат је престајао да ради много пута током векова после 1552. године и много пута је поправљан.
1629. или 1659. додате су дрвене статуе, а фигуре апостола додате су након велике поправке 1787–1791. Током следеће велике поправке у годинама 1865–1866. додата је златна фигура петла који кукуриче.
Орлој је претрпео велику штету 7. и посебно 8. маја 1945, током прашког устанка, када су нацисти пуцали на југозападну страну Старог градског трга из неколико оклопних возила у неуспелом покушају да униште један од центара устанка. Сала и оближње зграде су изгореле, заједно са дрвеним скулптурама на сату и лицем календара који је направио Јосеф Манес. Након значајних напора, машина је поправљена, дрвене апостоле обновио је Војтех Сухарда, а Орлој је поново почео да ради 1948.
Орлој је обновљен у јесен 2005. године, када су обновљени кипови и доњи календарски прстен. Дрвене статуе биле су прекривене мрежом како би се отерали голубови.
Последње реновирање астрономског сата изведено је од јануара до септембра 2018. године, након реконструкције Куле старог града. Током обнове, електрични сатни механизам који је радио од 1948. године, замењен је оригиналним механизмом из 1860-их.

### 600. годишњица
Дана 9. октобра 2010. године светлосном представом на фасади куле са сатом прослављена је 600. годишњица Орлоја. Два пројектора су коришћена за пројектовање неколико анимираних видео записа на сат. Видео снимци су приказивали сат како се гради, руши, обнавља и открива како би се приказали његови унутрашњи механизми и познате анимиране фигуре, као и разни догађаји у историји сата. Видео је комуницирао са архитектуром торња, попут кише која се сливала са лука, и приказивања протока времена покретним сенкама.

### 605. годишњица
На своју 605. годишњицу, 9. октобра 2015. године, Орлој се на Google почетној страници појавио као Google Doodle логотип.

### Реконструкција 2018.
Орлој је скинут ради реконструкције и замењен ЛЕД екраном почетком 2018. године, а рестаураторски радови требало је да трају током целе летње туристичке сезоне 2018. године, а обновљени стварни Орлој на крају се вратио у службу довољно брзо за обележавање 100. годишњице Чехословачке крајем октобра 2018. По завршетку радова на реконструкцији и рестаурацији, поново је почео са радом 28. септембра 2018. у 18:00 по локалном времену.

## Астрономски бројчаник
Астрономски бројчаник је у облику механичког астролаба, уређаја који се користио у средњовековној астрономији. Алтернативно, Орлој се може сматрати примитивним планетаријумом, који приказује тренутно стање свемира.
Астрономски бројчаник има позадину која представља статичну Земљу и небо, а око ње делују четири главне покретне компоненте: зодијачки прстен, спољни ротирајући прстен, икона која представља Сунце и икона која представља Месец.

### Статична позадина
Позадина представља Земљу и локални поглед на небо. Плави круг директно у центру представља Земљу, а горњи плави део је део неба које је изнад хоризонта. Црвена и црна подручја означавају делове неба испод хоризонта. Дању Сунце је изнад плавог дела позадине, а ноћу изнад црног. Током зоре или сумрака, механичко сунце се позиционира преко црвеног дела позадине.
На источном (левом) делу хоризонта исписане су речи: aurora (зора на латинском) и ortus (излазак). На западном (десном) делу је occasus (залазак сунца) и crepusculum (сумрак).
Златни римски бројеви на спољној ивици плавог круга временски су оквир нормалног 24-часовног дана и означавају време по локалном прашком времену или средњоевропском времену. Закривљене златне линије које деле плави део бројчаника на 12 делова ознаке су за неједнаке „сате“. Ови сати су дефинисани као 1/12 времена између изласка и заласка сунца и варирају како дани постају дужи или краћи током године.

### Зодијачки прстен
Унутар великог црног спољног круга лежи још један покретни круг означен знаковима зодијака који указује на положај Сунца на еклиптици. Знакови су приказани у супротном смеру казаљке на сату. На фотографији која прати овај одељак, Сунце се тренутно креће у супротном смеру кретања казаљке на сату од Рака до Лава.
Померање зодијачког круга резултат је употребе стереографске пројекције еклиптичке равни користећи Северни пол као основу пројекције. То се често види у астрономским сатовима тог периода.
Мала златна звезда приказује положај пролећне равнодневнице, а на скали се златним римским бројевима може читати звездно време. Зодијак је на зупчанику са 366 зубаца унутар машине. Овај зупчаник је повезан са сунчаним и месечевим зупчаником помоћу зупчаника са 24 зубаца.

### Стара чешка временска скала
На спољној ивици сата златни Швабахер бројеви постављени су на црној позадини. Ови бројеви означавају старо чешко време (или италијанске сате), са 24 сата означава се време заласка сунца, које током године варира од 16:00 зими до 20:16 лети. Овај прстен се креће напред и назад током године да би се поклопио са временом заласка сунца.

### Сунце
Златно Сунце се креће око зодијачког круга, показујући тако свој положај на еклиптици. Сунце је причвршћено за ручицу златним краком и заједно приказују време на три различита начина:
1. Положај златног крака над римским бројевима на позадини указује на време по локалном прашком времену.
2. Положај Сунца преко закривљених златних линија указује на време у неједнаким сатима.
3. Положај златног крака над спољним прстеном указује на сате који су прошли након заласка сунца у старочешком времену.

Поред тога, удаљеност Сунца од средишта бројчаника показује време изласка и заласка сунца. Сунце и његов крак налазе се на зупчанику са 365 зубаца унутар машине.

### Месец
Кретање Месеца на еклиптици приказано је слично кретању Сунца, мада је брзина много већа због Месечеве орбите око Земље. Месечев крак је на зупчанику са 379 зубаца у механизму сата.
Напола посребрена, полуцрна Месечева сфера такође показује Месечеву фазу. Месец има зупчаник са 57 зубаца у својој сфери и полако се окреће навојем завртња причвршћеним за тег, напредујући за два зуба дневно. Ово кретање, покретано само гравитацијом, чини Орлој јединственим на свету међу астрономским сатовима који показују Месечеве фазе. Механизам је створио непознати произвођач, вероватно средином 17. века. За разлику од оригиналног уређаја, чија је конструкција описана у извештају из 1570. године, овај механизам производи много мања одступања од стварне лунарне фазе од око једног дана у пет година.

## Анимирани ликови
|  |  |  |

Четири фигуре уз сат покрећу се на сату и представљају четири ствари које су у време израде сата биле омражене. С лева на десно на фотографијама, прва је Таштина, представљена ликом који се диви себи у огледалу. Даље, Шкртица који држи врећу злата представља похлепу или зеленаштво. Преко пута стоји Смрт, костур који погађа време на сату. Коначно, постоји фигура Турчина која представља пожуду и земаљске ужитке. Пуног сата, костур зазвони и одмах све друге фигуре одмахну главом у страну, што означава њихову неспремност „да иду“.
Сваког сата у току дана, на вратима изнад сата појављује се дванаест статуа апостола са својим атрибутима. Апостоли се појављују на левом и десном прозору астрономског сата гледано са трга овим редоследом: Јаков и Петар, Андреј и Матија, Тадеј и Филип, Тома и Павле, Јован и Симон, Варнава и Вартоломеј.

## Календар
|  |  |

Календарска плоча испод сата замењена је копијом 1880. године. Оригинал који је направио Јосеф Манес чува се у музеју града Прага. На ивици круга је црквени календар са утврђеним празницима и именима 365 светаца. Табла приказује алегорије месеци. Мање слике представљају хороскопске знакове.
Поред календара стоји филозоф, архангел Михаил показујући на врх бројчаника, астроном и хроничар.

### Остали извори
- Horský, Zdeněk (1988). Pražský orloj (на језику: чешки). Prague: Panorama.
- Malina, Jakub (2005). The Prague Horloge — A Guide to the History and Esoteric Concept of the Astronomical Clock in Prague, Series: Esoteric Prague. Prague: Eminent.